# América Solidaria
América Solidaria es una organización no gubernamental con alcance en América Latina y El Caribe.
Crean proyectos para niños y adolescentes, proyectos de salud, educación y desarrollo comunitario en poblaciones de contexto crítico, de la mano de jóvenes profesionales voluntarios de distintas áreas. Se seleccionan para realizar voluntariado profesional a adultos hasta 35 años, que durante un año se trasladan y viven junto a las personas de las zonas más pobres de América Latina y El Caribe.
Cuenta con presencia en Chile, Haití, Argentina, Colombia, Perú, Uruguay y Estados Unidos. 
El psicólogo y activista social chileno Benito Baranda es fundador de la organización internacional América Solidaria, inicialmente se desempeñó como encargado de la oficina chilena. Actualmente es presidente ejecutivo a nivel internacional de dicha organización.
Es director ejecutivo de América Solidaria Uruguay.
El ingeniero civil y político chileno Guillermo Rolando fue cofundador y director ejecutivo de América Solidaria en Chile, y es miembro del directorio. Es director ejecutivo en América Solidaria en Chile y Estados Unidos el abogado y político Sebastián Villarreal.

## Voluntarios
El maestro, tallerista y escritor uruguayo Nicolás Iglesias Mills fue seleccionado como voluntario para implementar tareas en Haití.
En noviembre de 2020 presenta en la Iglesia Metodista Central el libro autobiográfico Ayiti: Diario de un peregrino en el corazón del continente.

## Galería

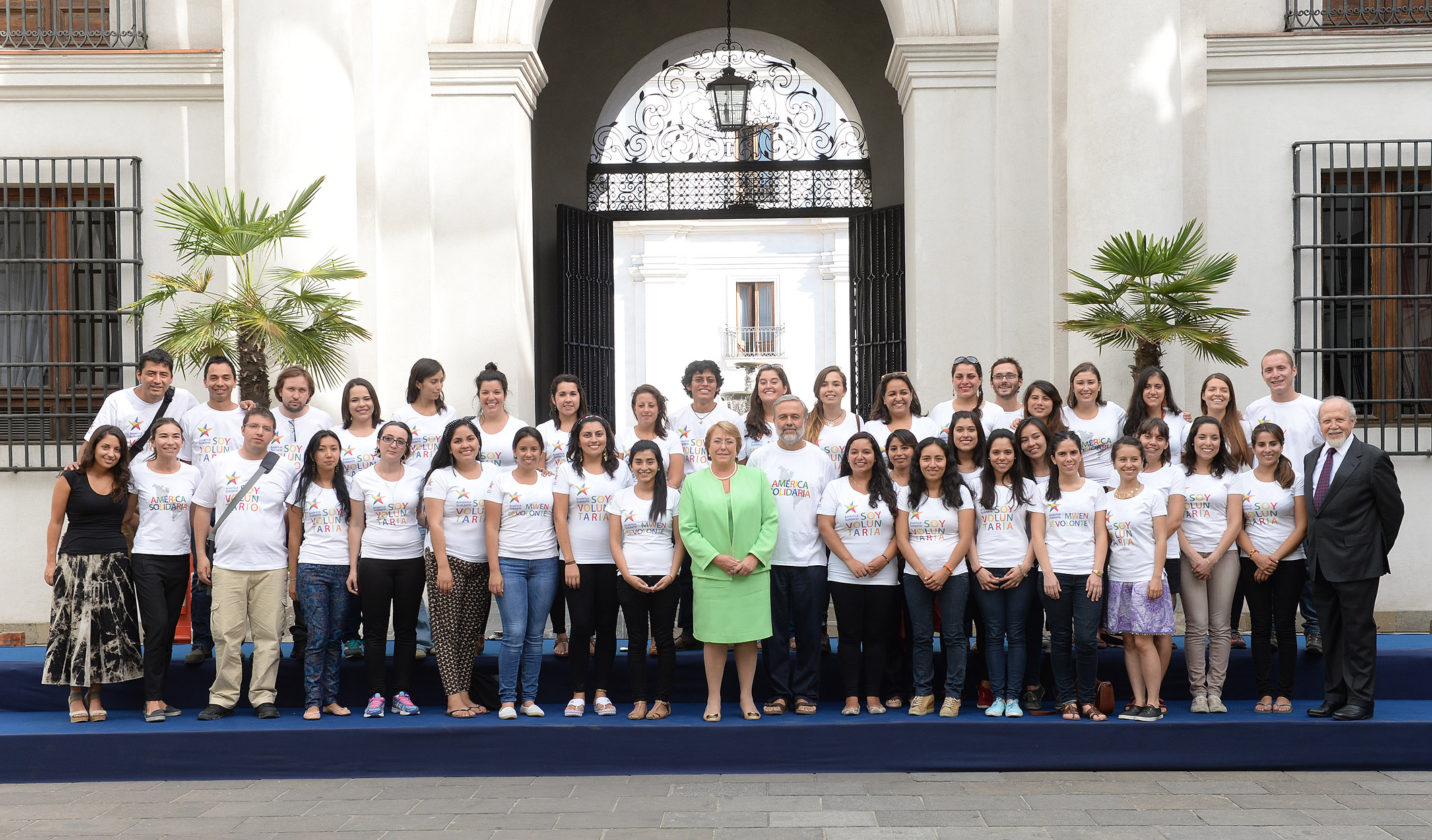
delegación en 2015
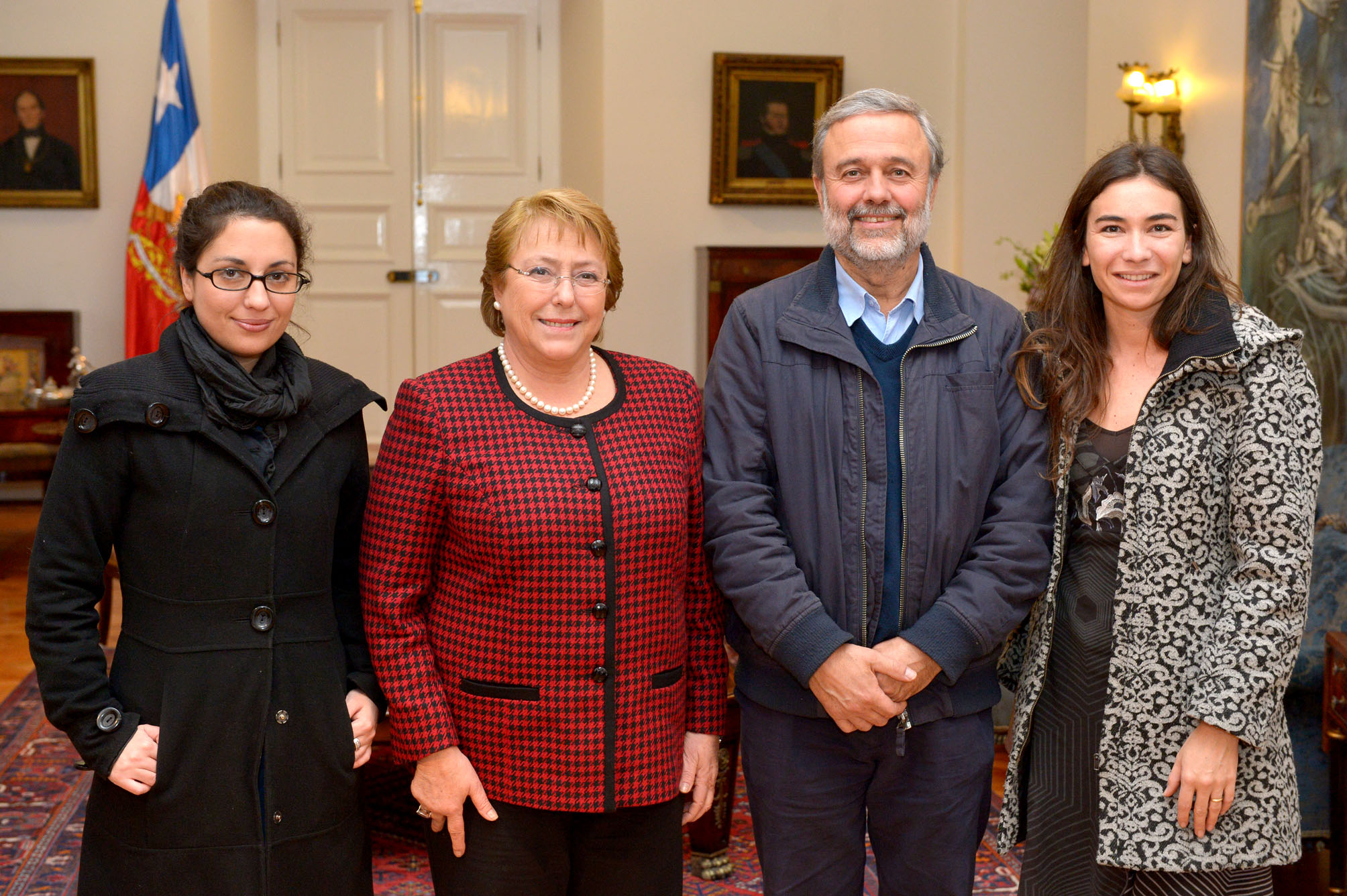
Michelle Bachelet y Baranda en 2015.
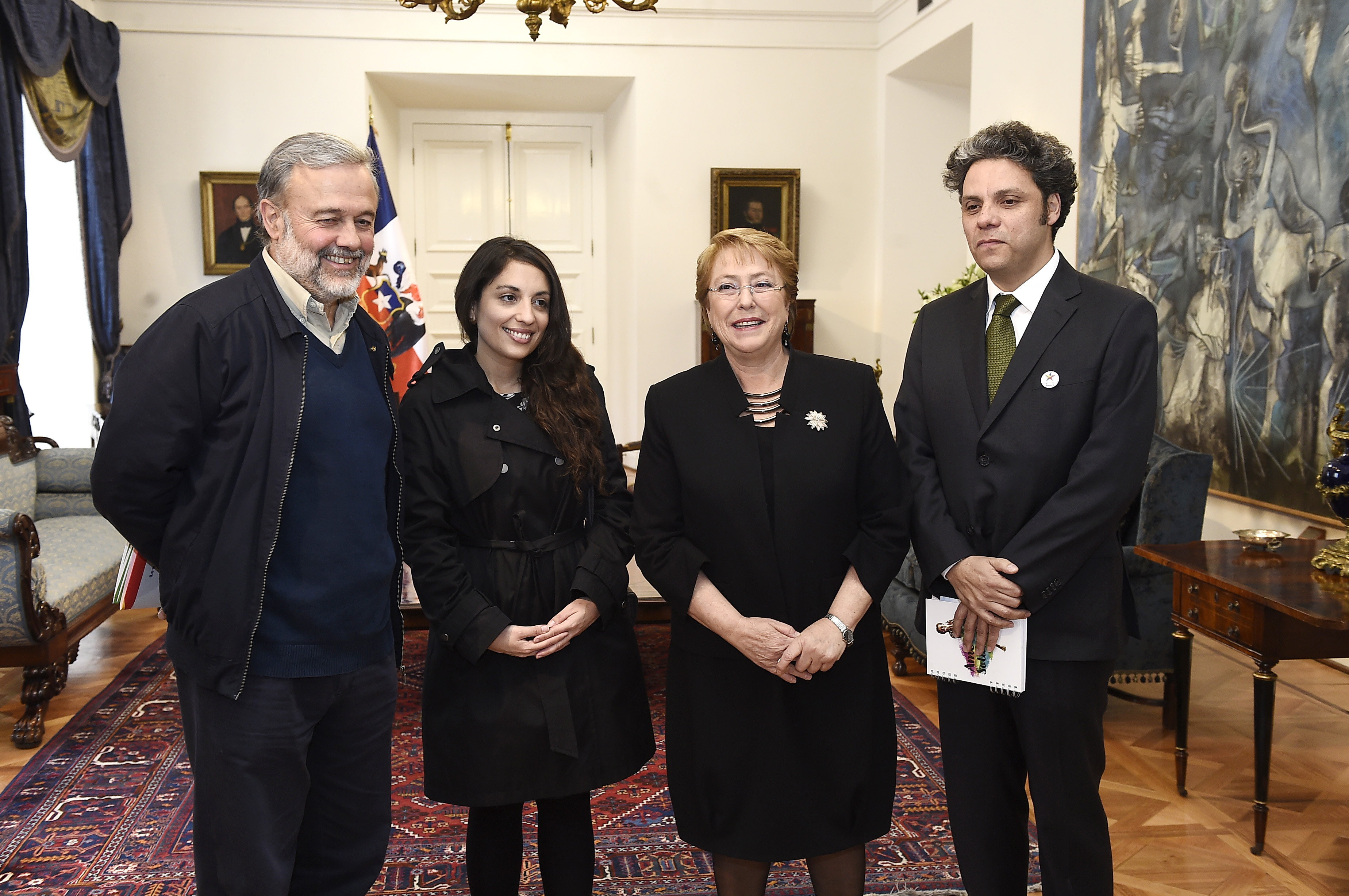
Michelle Bachelet y Baranda en 2016.
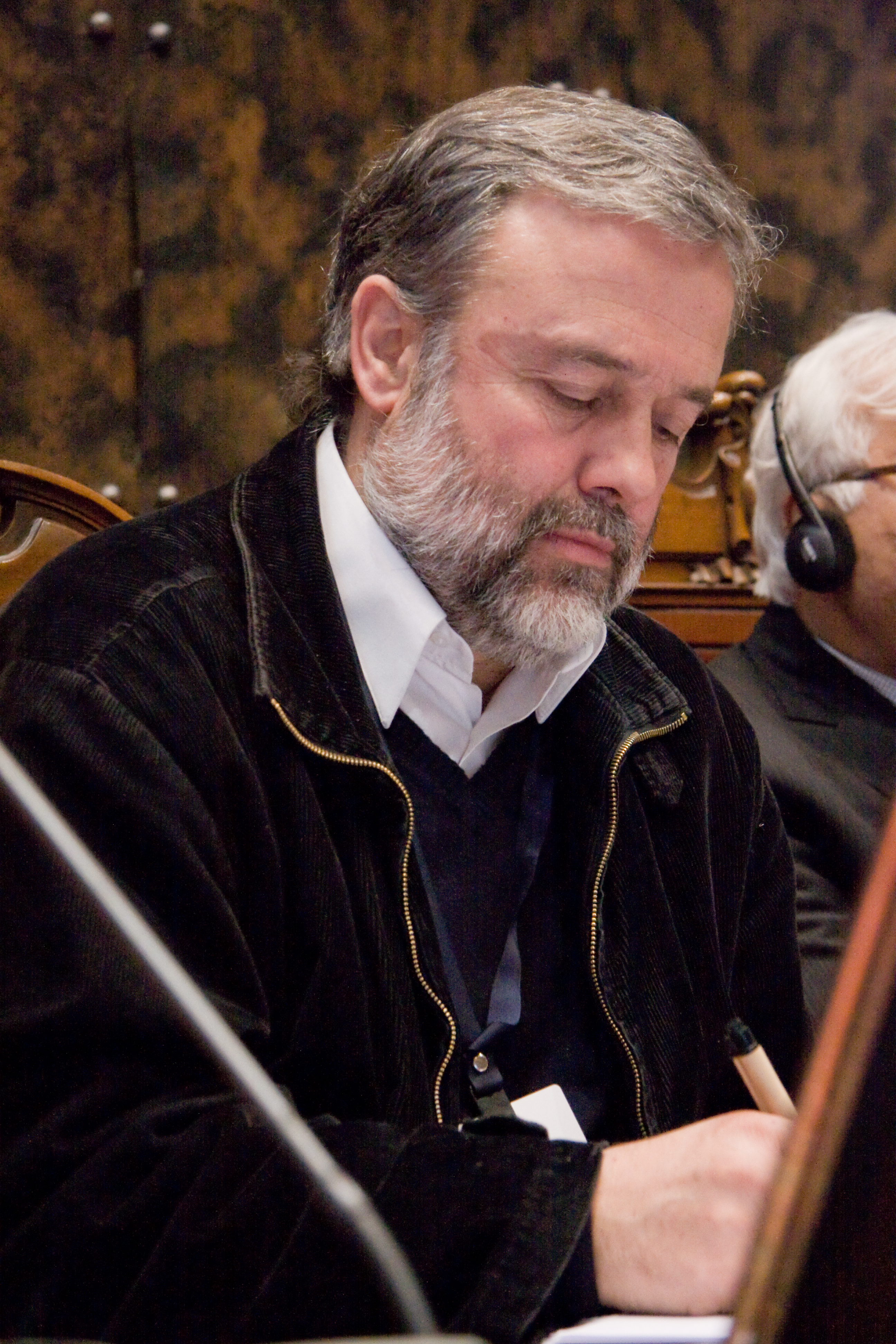
Benito Baranda en 2011.